# Liste der Bodendenkmale in Himbergen
In der Liste der Bodendenkmale in Himbergen sind alle Bodendenkmale der niedersächsischen Gemeinde Himbergen aufgelistet. Die Quelle ist der Denkmalatlas Niedersachsen. Der Stand der Liste ist der 16. Juli 2024.

## Allgemein
In den Spalten finden sich folgende Informationen des Bodendenkmales :
- Lage        : geographische Koordinaten
- Bezeichnung : Bezeichnung lt. Denkmalatlas
- Beschreibung: Beschreibung lt. Denkmalatlas
- ID          : Objekt-ID
- Bild        : Bild, ggf. zusätzlich mit Link zu weiteren Fotos im Medienarchiv Wikimedia Commons.

## Brockhimbergen
| Lage                        | Bezeichnung                  | Beschreibung | ID       | Bild |
| --------------------------- | ---------------------------- | --- | -------- | ---- |
| 53° 5′ 1″ N, 10° 41′ 28″ O  | Brockhimbergen 2, Grabhügel  | Durchmesser 17 Meter und Höhe von 1,40 Meter. Im Süden etwas abgeflacht.                                                               | 32205127 | BW   |
| 53° 5′ 26″ N, 10° 41′ 21″ O | Brockhimbergen 5, Grabhügel  | Flach gewölbt, Durchmesser 9 Metern und Höhe ca. 0,30 Meter.                                                                           | 32209711 | BW   |
| 53° 5′ 7″ N, 10° 43′ 22″ O  | Brockhimbergen 8, Grabhügel  | Durchmesser 20 Meter und Höhe 1,20 Meter. Mitte ausgegraben, Erdring stehen geblieben (Eingrabung: L. 10,00 m, Br. 5,00 m, T. 0,80 m). | 32209712 | BW   |
| 53° 4′ 23″ N, 10° 44′ 8″ O  | Brockhimbergen 20, Grabhügel | Flach gewölbt, Dm. 12 m und H. 0,35 m.                                                                                                 | 32209837 | BW   |
| 53° 4′ 23″ N, 10° 44′ 9″ O  | Brockhimbergen 21, Grabhügel | Flach gewölbt, Dm. 12 m und H. 0,4 m.                                                                                                  | 32209838 | BW   |

## Groß Thondorf
| Lage                        | Bezeichnung                                         | Beschreibung                                                     | ID       | Bild |
| --------------------------- | --------------------------------------------------- | ---------------------------------------------------------------- | -------- | ---- |
| 53° 8′ 40″ N, 10° 42′ 23″ O | Groß Thondorf 2, Grabhügel                          | Ringförmiger Rest, Dm. ca. 16 m und H. von noch 0,7 m.           | 32205128 | BW   |
| 53° 8′ 19″ N, 10° 42′ 53″ O | Groß Thondorf 3, Großsteingrab#Das erhaltene Grab 1 |                                                                  | 32205129 |      |
| 53° 7′ 22″ N, 10° 43′ 34″ O | Groß Thondorf 4, Großsteingrab#Das zerstörte Grab 2 |                                                                  | 32210327 |      |
| 53° 7′ 31″ N, 10° 43′ 12″ O | Groß Thondorf 5, Grabhügel                          | Flach gewölbt, Durchmesser ca. 12 Meter und Höhe ca. 0,80 Meter. | 32206909 | BW   |
| 53° 7′ 32″ N, 10° 43′ 13″ O | Groß Thondorf 6, Grabhügel                          |                                                                  | 32205189 | BW   |
| 53° 7′ 32″ N, 10° 43′ 17″ O | Groß Thondorf 7, Grabhügel                          |                                                                  | 32205190 | BW   |
| 53° 7′ 32″ N, 10° 43′ 18″ O | Groß Thondorf 8, Grabhügel                          |                                                                  | 32205191 | BW   |

## Himbergen
| Lage                        | Bezeichnung            | Beschreibung                                                  | ID       | Bild |
| --------------------------- | ---------------------- | ------------------------------------------------------------- | -------- | ---- |
| 53° 5′ 59″ N, 10° 45′ 35″ O | Himbergen 2, Grabhügel | Flach gewölbt, W-O gerichtet, L. 17 m, Br. 11 m und H. 0,7 m. | 32205389 | BW   |

## Kettelsdorf
| Lage                        | Bezeichnung                  | Beschreibung                                                                                                   | ID       | Bild |
| --------------------------- | ---------------------------- | --- | -------- | ---- |
| 53° 7′ 21″ N, 10° 44′ 13″ O | Kettelstorf 1, Großsteingrab | | 32205390 | BW   |
| 53° 7′ 13″ N, 10° 44′ 19″ O | Kettelstorf 2, Grabhügel     | „Steinkreis“. Kranz aus kleinen Feldsteinen, der wohl von einem Grabhügel stammt. Durchmesser von ca. 8 Meter. | 32205891 | BW   |

## Rohrstorf
| Lage                       | Bezeichnung                     | Beschreibung | ID       | Bild |
| -------------------------- | ------------------------------- | ------------ | -------- | ---- |
| 53° 6′ 6″ N, 10° 42′ 29″ O | Rohrstorf 2, Steinmale/Holzmale |              | 32205892 | BW   |

## Strothe
| Lage                        | Bezeichnung          | Beschreibung                                                               | ID       | Bild |
| --------------------------- | -------------------- | -------------------------------------------------------------------------- | -------- | ---- |
| 53° 7′ 21″ N, 10° 40′ 4″ O  | Strothe 1, Grabhügel | Flach gewölbt, Rund, Dm. 13 m und H. 1,1 m. Von Eigentumsgrenze überzogen. | 32206376 | BW   |
| 53° 6′ 47″ N, 10° 41′ 16″ O | Strothe 8, Grabhügel | Flach gewölbt, Rund, Durchmesser ca. 15 Metern und Höhe ca. 0,50 Metern.   | 32210329 | BW   |